# Pradosia grisebachii
Espèce
Classification phylogénétique
Statut de conservation UICN

 LC  : Préoccupation mineure
Pradosia grisebachii est une espèce de plantes à fleurs de la famille des Sapotaceae originaire du Venezuela. 

## Description
C'est un arbre.

## Répartition
Endémique aux forêts primaires de plaine des états de Bolívar, du Delta Amacuro et de Miranda. Cet arbre est aussi présent en Trinité-et-Tobago.